# La Flèche Wallonne Féminine 2023
La Flèche Wallonne Féminine 2023 war die 26. Austragung dieses Straßenrennens für Frauen. Das Rennen fand am 19. April statt, am selben Tag wie das entsprechende Rennen für Männer, und war Teil der UCI Women’s WorldTour.

## Teilnehmende Mannschaften
| UCI Women's WorldTeams (14)- Canyon-SRAM Racing - Team DSM - EF Education-TIBCO-SVB - FDJ-Suez - Fenix-Deceuninck - Human Powered Health - Israel-Premier Tech Roland - Team Jumbo-Visma - Movistar Team - SD Worx - Trek-Segafredo - Team Jayco AlUla - UAE Team ADQ - Uno-X Pro Cycling Team UCI Women's Continental Teams (9)- AG Insurance-Soudal Quick-Step Team - Cofidis - Coop-Hitec Products - Duolar-Chevalmeire - Lifeplus Wahoo - Lotto Dstny Ladies - Parkhotel Valkenburg - St Michel-Mavic-Auber93 - Zaaf Cycling Team |
| |

## Streckenführung
Das Rennen begann und endete in Huy und bestand aus drei Runden durch die Landschaft südlich davon, dem Condroz. Die erste Runde war etwa 50 km lang, die zweite und dritte waren identisch und etwa 37 km lang. Auf der zweiten und dritten Runde wurden mehrere steile Anstiege bewältigt, und zwar die Côte d’Ereffe, die Côte de Cherave (beide links des Hoyoux) sowie die Mauer von Huy, auf der das Rennen endete.

## Rennverlauf und Ergebnis
Nach mehreren vergeblichen Ausreißversuchen bildete sich auf der letzten Befahrung der Côte de Cherave eine Spitzengruppe mit den Favoritinnen, die mit etwa 20 Köpfen an den Fuß der Mauer von Huy kamen. Gleich zu Beginn setzte sich Demi Vollering an die Spitze des Felds und erarbeitete sich einen Vorsprung. Liane Lippert schaffte es noch einmal, zu ihr aufzufahren, musste aber wieder abreißen lassen und belegte den zweiten Platz. Gaia Realini, die ihre erste World-Tour-Saison bestritt, wurde Dritte.
| \| Gesamtwertung \| Gesamtwertung \| Gesamtwertung \| Gesamtwertung \| Gesamtwertung \| \| Fahrerin \| Fahrerin \| Land \| Team \| Zeit \| \| ------------- \| -------------------- \| ------------- \| ------------------------------ \| --------------- \| \| 1. \| Demi Vollering \| Niederlande \| SD Worx \| 3 h 29 min 25 s \| \| 2. \| Liane Lippert \| Deutschland \| Movistar Team \| + 3 s \| \| 3. \| Gaia Realini \| Italien \| Trek-Segafredo \| + 7 s \| \| 4. \| Mavi García \| Spanien \| Liv Racing TeqFind \| + 10 s \| \| 5. \| Évita Muzic \| Frankreich \| FDJ-Suez \| + 10 s \| \| 6. \| Ashleigh Moolman \| Südarfika \| AG Insurance-Soudal Quick-Step \| + 10 s \| \| 7. \| Annemiek van Vleuten \| Niederlande \| Movistar Team \| + 10 s \| \| 8. \| Silvia Persico \| Italien \| UAE Team ADQ \| + 16 s \| \| 9. \| Elise Chabbey \| Schweiz \| Canyon-SRAM Racing \| + 16 s \| \| 10. \| Yara Kastelijn \| Niederlande \| Fenix-Deceuninck \| + 16 s \| |                      |             |                                |                 |
| |                      |             |                                |                 |
| |                      |             |                                |                 |
| Gesamtwertung |                      |             |                                |                 |
| Fahrerin | Fahrerin             | Land        | Team                           | Zeit            |
| 1. | Demi Vollering       | Niederlande | SD Worx                        | 3 h 29 min 25 s |
| 2. | Liane Lippert        | Deutschland | Movistar Team                  | + 3 s           |
| 3. | Gaia Realini         | Italien     | Trek-Segafredo                 | + 7 s           |
| 4. | Mavi García          | Spanien     | Liv Racing TeqFind             | + 10 s          |
| 5. | Évita Muzic          | Frankreich  | FDJ-Suez                       | + 10 s          |
| 6. | Ashleigh Moolman     | Südarfika   | AG Insurance-Soudal Quick-Step | + 10 s          |
| 7. | Annemiek van Vleuten | Niederlande | Movistar Team                  | + 10 s          |
| 8. | Silvia Persico       | Italien     | UAE Team ADQ                   | + 16 s          |
| 9. | Elise Chabbey        | Schweiz     | Canyon-SRAM Racing             | + 16 s          |
| 10. | Yara Kastelijn       | Niederlande | Fenix-Deceuninck               | + 16 s          |